# Sjödrake
Sjödraken (Phyllopteryx taeniolatus) är en strålfenig fisk som tillhör familjen kantnålsfiskar och den enda arten i släktet Phyllopteryx. Sjödraken tillhör samma familj som sjöhästar. Namnet Phyllopteryx kommer från grekiskans ord phyhllon (löv, blad) och pteryx (vinge, fena).
Sjödrakar är små fiskar, som kan bli upp till 45 cm långa, som långsamt simmar upprättstående genom rörelser av ryggfenan och bröstfenorna och har ett hästliknande huvud med långsmal kropp.
En närbesläktad art är flikfisken (Phycodurus eques) vilken dock är större än sjödraken. I novembernumret av National Geographic 2006 framfördes teorin att dessa två arter de facto är en enda art med en vidspridd geografisk utbredning.
Året 2015 beskrevs ytterligare en art i släktet med hjälp av döda exemplar, Phyllopteryx dewysea ("röd sjödrake"). I april 2016 filmades en levande individ av arten i havet vid västra Australien.